# Skalne meczety na półwyspie Mangystau

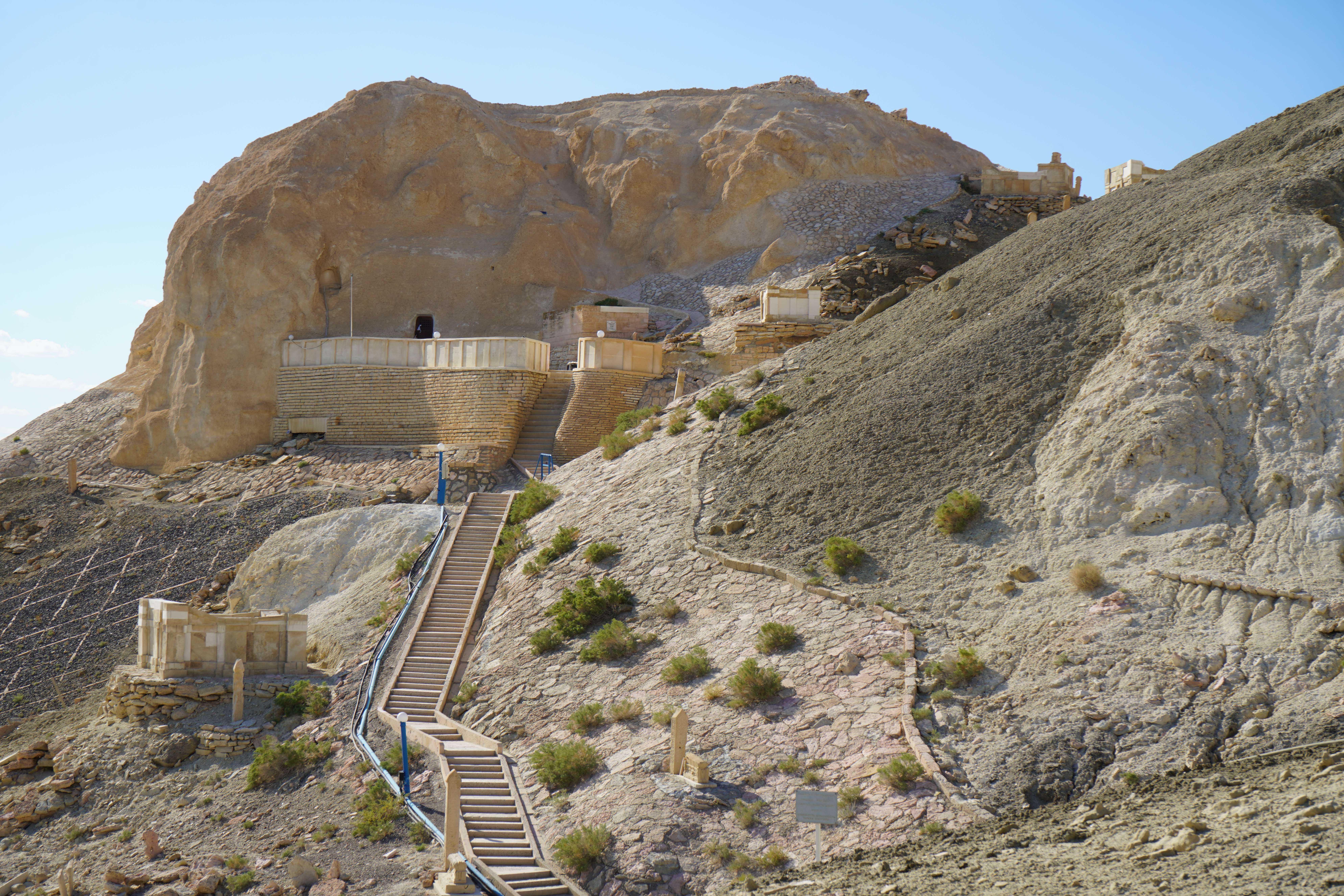
Meczet Beket ata (2020)

Skalne meczety na półwyspie Mangystau – zespół pięciu skalnych i podziemnych meczetów wykutych w skale wapiennej, znajdujących się na półwyspie Mangystau w obwodzie mangystauskim, w południowo-zachodnim Kazachstanie.
Od 2021 roku budowle figurują na kazachskiej liście informacyjnej – liście obiektów rozważanych do zgłoszenia na listę światowego dziedzictwa UNESCO.

## Charakterystyka

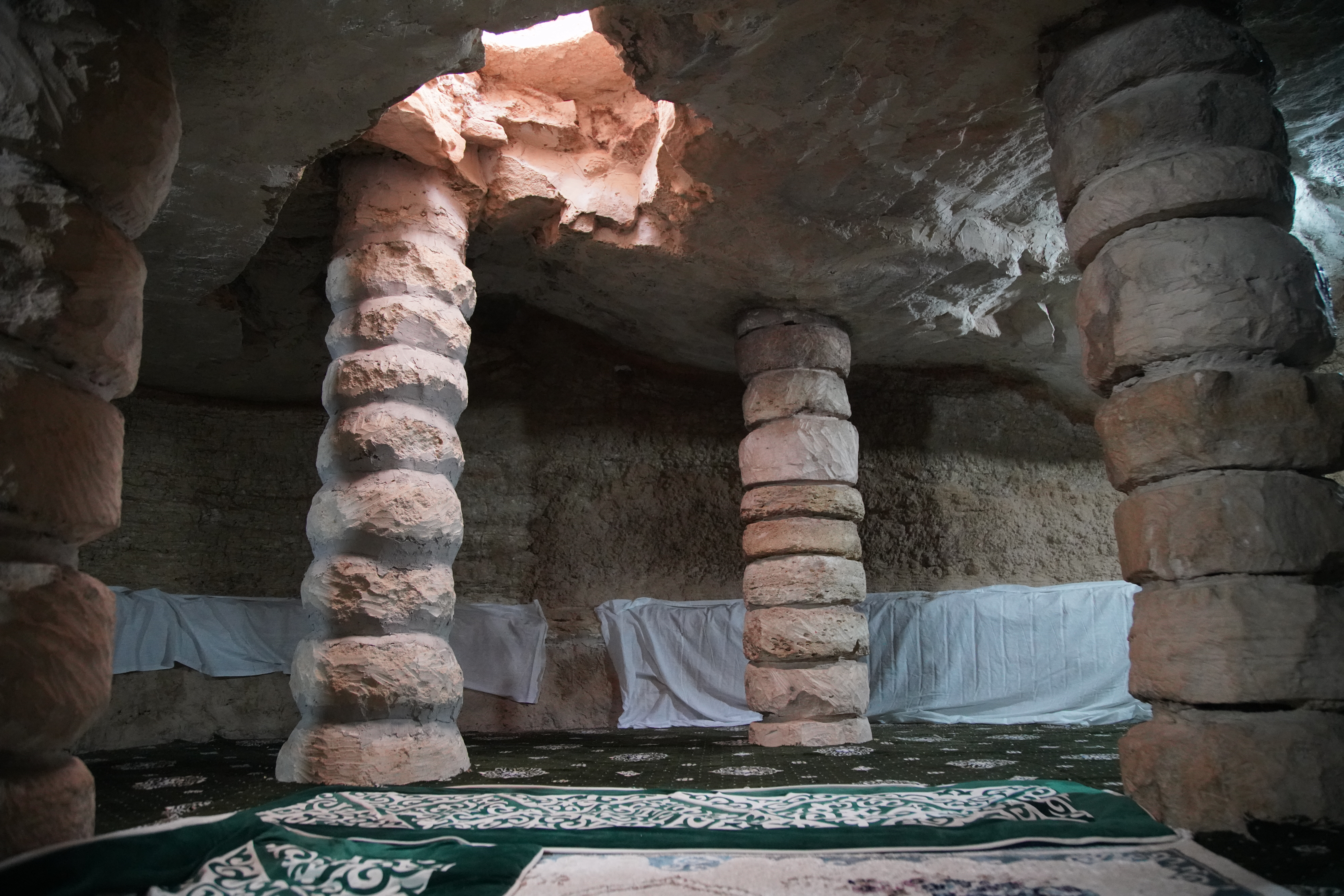
Wnętrze skalnego meczetu Karaman ata (2021)

Półwysep Mangystau znajduje się w południowo-zachodnim Kazachstanie, między zachodnią krawędzią płaskowyżu Ustiurt na wschodzie a Morzem Kaspijskim na zachodzie. Jego obszar w większości pokrywają słone pustynie i półpustynie z licznymi konkrecjami, pasma wapiennych wzniesień oraz depresyjne zapadliska, których dna pokrywają rozległe solniska.
Krajobraz kulturowy półwyspu obejmuje kilkaset grobowców dawnych mistrzów sufickich oraz jaskinie wykorzystywane do celów religijnych, których dokładna liczba nie jest znana. Pięć spośród wydrążonych w miękkich wapiennych skałach meczetów charakteryzuje się szczególnymi cechami – jako miejsca pochówków świętych sufickich uchodzą one za miejsca święte, przez co są masowo odwiedzane przez pielgrzymów z całego kraju oraz z zagranicy (np. sąsiedniego Uzbekistanu i Turkmenistanu). Kompleksy grobowe znajdują się wokół świątyń oraz w kryptach w ich wnętrzach. Meczety oraz otaczające je nekropolie jako ważne dla lokalnych społeczności zachowały się w bardzo dobrym stanie, a suchy klimat pustynny i stosunkowo niski poziom rocznych opadów dodatkowo przyczyniają się do ich ochrony. Skalne meczety półwyspu Mangystau wyróżniają się nie tylko wykorzystaniem przy budowie elementów naturalnego krajobrazu, ale reprezentują również styl pomników nagrobnych wykonywanych przez Oguzów oraz kazachski klan Adaj. Zachowane stare mazary to głównie miejsca pochówków batyrów („bohaterów”, „walecznych wojowników”), których oręż – szable, topory i dzidy – został wykuty na niektórych nagrobkach.

## Meczety

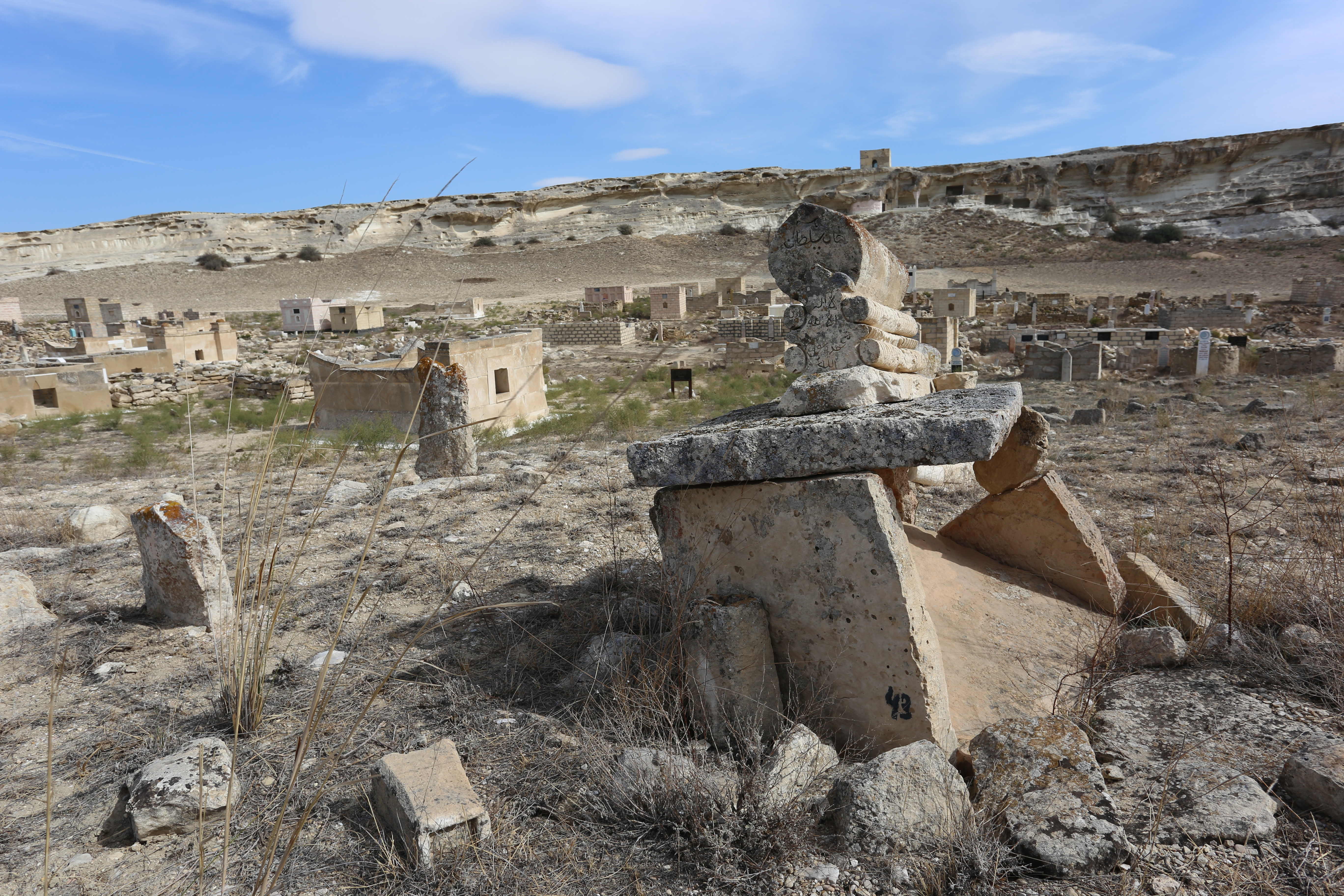
Cmentarz wokół meczetu Szakpak ata (2018)

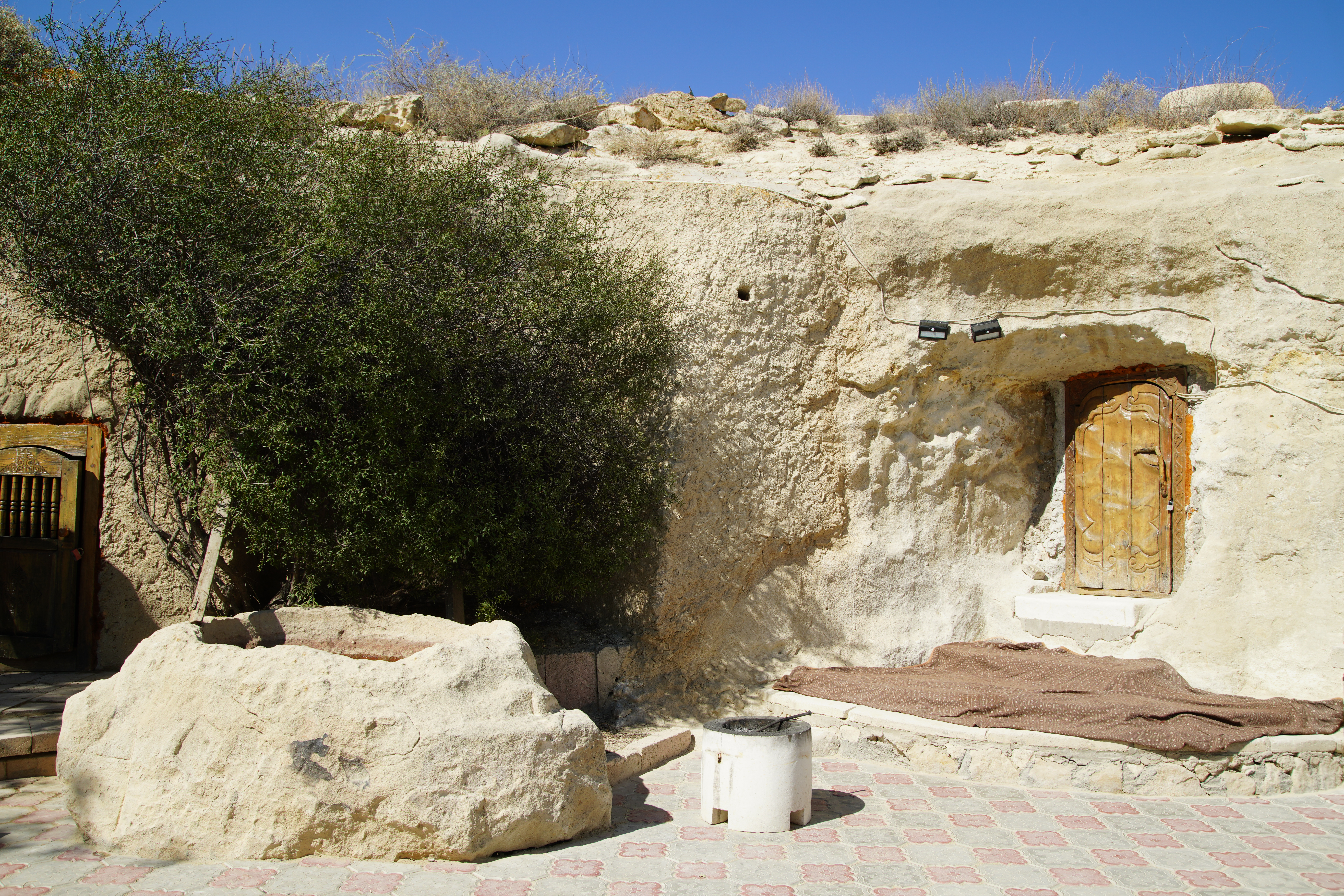
Wejście do meczetu Szopan ata (2020)

Od 2021 roku zespół pięciu meczetów figuruje na kazachskiej liście informacyjnej – liście obiektów rozważanych do zgłoszenia na listę światowego dziedzictwa UNESCO na podstawie kryterium kulturowego III. Zespół obejmuje następujące meczety:
1. Beket ata(inne języki) (Ogłandy) (kaz. Бекет ата (Оғланды)) – położony na wapienno-kredowym klifie na obszarze Ogłandy, ok. 100 km na północny wschód od miasta Żangaözen[1]. Przylegający do obiektu cmentarz datuje się na X–XIX wiek, ale dokładny okres wzniesienia samego meczetu nie jest znany[1]. Jego nazwa upamiętnia sufickiego świętego, proroka, uzdrowiciela i obrońcę uciśnionych, urodzonego w połowie XVIII wieku Beketa-atę(inne języki) (Beketa Myrzagułuły)[1][2]. Meczet Beket ata jest najczęściej odwiedzanym przez pielgrzymów i turystów miejscem regionu[1].
2. Karaman ata(inne języki) (kaz. Қараман ата) – położony ok. 60 km na północny wschód od miasta Aktau, zbudowany w XIII wieku jako mauzoleum sufity Karamana-aty, o którego życiu niewiele jednak wiadomo[1]. Część grobowców tworzących znajdującą się wokół meczetu nekropolię pochodzi z VIII–IX wieku, natomiast najnowsze – z początku XX wieku[1].
3. Szakpak ata(inne języki) (kaz. Шақпақ ата) – znajdujący się ok. 90 km na północ od Aktau, na obszarze przylądka Tüpkaragan(inne języki)[1]. Datowany na IX–X wiek, uważany za najstarszy spośród skalistych meczetów na półwyspie Mangystau[1]. Pierwotnie świątynia zaratusztriańska[2]. Do obiektu przylega ogromna nekropolia. Na wewnętrznych ścianach meczetu widoczne są liczne malowidła wykonane najprawdopodobniej przez przedstawicieli społeczności Oguzów i Adajów[1].
4. Szopan ata(inne języki) (kaz. Шопан ата) – położony ok. 60 km na północ od Żangaözen, u podnóży wapiennego zbocza góry zwanej również Szopan ata[1]. Meczet pochodzi z X–XII wieku i mieści groby sufickiego świętego Szopana-aty oraz jego córki. Szopan-ata zasłynął jako osoba szerząca islam wśród miejscowych pasterzy (szopan oznacza w języku kazachskim „pasterz”)[1]. Otaczający to miejsce cmentarz pochodzi z X–XIX wieku, znajdują się na nim groby oguzyjskie i adajskie[1].
5. Sułtan jepe(inne języki) (kaz. Сұлтан епе) – znajdujący się ok. 100 km na północ od Aktau. Meczet ma 9 pomieszczeń i powstał w miejscu dawnej jaskini utworzonej przez wody powodziowe[1]. Miejsce spoczynku Sułtana-jepe – sufickiego świętego, patrona rybaków i marynarzy[2]. Na północny wschód od meczetu znajduje się nekropolia z XVIII–XIX wieku, wciąż używana przez lokalne społeczności[1].